# إدواردو برييتو سوزا
إدواردو برييتو سوزا (مواليد 1882) هو مبارز بالسيف مكسيكي، مثّل بلاده في الألعاب الأولمبية الصيفية 1932.

## روابط خارجية
إدواردو برييتو سوزا على موقع أوليمبيديا (الإنجليزية)